# Elisabeth Nauclér
Charlotte Elisabeth Helene Nauclér, född 7 mars 1952 i Eda kommun (Häljeboda), i Värmland, Sverige, är en åländsk-finländsk politiker (obunden).  
Elisabeth Nauclér var tidigare den högsta tjänstemannen i det självstyrda Ålands landskapsförvaltning. Under oklara omständigheter drogs hennes tjänst som kanslichef in. Detta skedde genom en mycket omtalad lagändring. Förfarandet kritiserades både på och utanför Åland. I januari 2007 offentliggjorde Elisabeth Nauclér sin kandidatur till posten som Ålands ledamot av Finlands riksdag och vann valet i mars samma år. Hon valdes om med stor majoritet 2011. I riksdagsvalet 2015 förlorade Nauclér sin plats då utmanaren Mats Löfström tog hem valet med en marginal på ca 600 röster. 
Nauclér var den första finländska riksdagsledamoten under Finlands självständighetstid som inte är infödd finländare och själv sökt medborgarskap, men hon har finska rötter genom de skogsfinnar som invandrade till Värmland på 1640-talet.
Nauclér har mottagit följande utmärkelser:
- riddare av Hederslegionen (Frankrike, 2014)[2]
- officerare av Nationalförtjänstorden (Frankrike, 2009)[3]